# Tensoralgebra
En tensoralgebra är en matematisk konstruktion med ett flertal tillämpningar inom områden såsom linjär algebra,  algebra och differentialgeometri såväl som inom  fysiken. Den är en graderad algebra som kan sägas innehålla alla  tensorer av godtycklig rang över ett givet vektorrum.
I den här artikeln antas alla  algebror vara  unitära och  associativa.

## Konstruktion
Låt V vara ett vektorrum över en kropp K. För varje icke-negativt heltal r kan man bilda tensorpotensen
{\displaystyle T^{r}(V)=\bigotimes _{i=1}^{r}V=\underbrace {V\otimes \cdots \otimes V} _{r{\text{ faktorer}}}.}
Här ska den tomma  tensorprodukten tolkas som K betraktad som vektorrum över sig självt.
Tensoralgebran T(V) definieras som den  direkta summan av alla tensorpotenser
{\displaystyle T(V)=\bigoplus _{r=0}^{\infty }T^{r}(V).}
Den multiplikativa strukturen ges av den naturliga isomofin
{\displaystyle T^{r}(V)\otimes T^{s}(V)\longleftrightarrow T^{r+s}(V)}
utvidgad till T(V) genom linjäritet. Detta gör T(V) till en graderad algebra där
 underrummet av grad r ges av Tr(V).
På samma sätt konstruerar man tensoralgebran över en R-modul E, där R är en kommutativ
ring. I det allmännare fallet då R inte är kommutativ krävs att E är en R-R-bimodul för att tensorprodukterna ska vara definierade.

## Presentation
Ett annat, mindre konkret sätt att konstruera tensoralgebran T(V) över vektorrummet V är att utgå från den  fria algebran F(V) över mängden av element i V.
Låt ι : V → F(V) beteckna den kanoniska  injektionen av V i F(V). Då är T(V) kvoten av F(V) med  idealet genererat av relationerna
{\displaystyle \iota (u)+\iota (v)=\iota (u+v),\qquad a\iota (u)=\iota (au),\qquad u,v\in V,\ a\in K.}

## Universell egenskap
Vektorrummet V kan betraktas som ett linjärt underrum till tensoralgebran T(V).
Följande  universella egenskap gör att man kan betrakta T(V)
som den mest generella K-algebran som har V som underrum:
För varje linjär funktion
f:V → A, där A är en K-algebra, finns en entydigt bestämd utvidgning av f till en 
K-algebrahomomorfism fT:T(V) → A.
Konkret ges utvidgningen fT av
{\displaystyle f_{T}(v_{1}\otimes \cdots \otimes v_{r})=f(v_{1})\cdots f(v_{r}).}
Den universella egenskapen säkerställer att T är en funktor från
 kategorin av vektorrum över K till kategorin av K-algebror.
Funktorn T är  vänsteradjunkt till den glömska funktor som tar varje 
K-algebra till sitt underliggande vektorrum.

## Icke-kommutativa polynom
Om V har en bas v1, ..., vn, så kan tensoralgebran T(V)
tolkas som algebran av polynom över n  icke-kommuterande
 variabler, eller ekvivalent den fria algebran över mängden av baselement.

## Kvotalgebror
Eftersom tensoralgebror är så generella kan de ofta användas som utgångspunkt för konstruktionen av andra intressanta algebror. Formellt görs detta genom att man tar  kvoten av en tensoralgebra med idealet genererat av en uppsättning relationer. Några exempel på detta är:
- Yttre algebra
- Symmetrisk algebra
- Universell envelopperande algebra
- Clifford-algebra